# YMCA (singolo)
YMCA è una novelty del gruppo musicale statunitense Village People, pubblicata su singolo il 13 novembre 1978 come unico estratto dal terzo album Cruisin'. Tra i brani più celebri della formazione, YMCA divenne uno dei maggiori successi degli anni settanta.

## Descrizione
Il titolo e il testo della canzone fanno riferimento all'associazione giovanile cristiana statunitense Young Men's Christian Association (YMCA).
Secondo lo scrittore Josiah Howard:
L'idea dei riferimenti gay nasce dell'interpretazione di alcuni sul fatto che le  liriche della canzone alludessero all'abitudine degli uomini omosessuali dell'epoca precedente ai moti di Stonewall del 1969 di frequentare le palestre annesse agli ostelli della YMCA, come luoghi di approccio e incontro a scopo sessuale. La canzone si rivolge infatti a un giovane uomo, invitato alla YMCA per scoprirne le gioie.
Dal momento che i Village People furono icona della cultura gay, si è pensato che la canzone trattasse il tema dell'omosessualità per mezzo di doppi sensi e allusioni maliziose. Il doppio senso sembrava emergere in versi come il seguente:
You can hang on with all the boys

No man does it all by himself»
Puoi andare in giro con tutti i ragazzi

Nessun uomo fa tutto da solo»

## Accoglienza
Tra i più noti brani della formazione, YMCA divenne uno dei maggiori successi degli anni settanta e contribuì ad aumentare sensibilmente la notorietà del gruppo statunitense oltre a decretare il loro status di "icone della disco". Viene inoltre apprezzata dalla comunità LGBT, che l'ha eletta "inno gay".
Il singolo vendette 12 milioni di copie e giunse al primo posto delle classifiche in tutto il mondo.
Divenne anche un popolare ballo di gruppo. Nel 2008, a El Paso, in Texas, un gruppo di 44.000 persone ballò la canzone, decretando così un nuovo record mondiale.

## Rinascita negli anni 2020
La canzone sta subendo una notevole rinascita a partire dall'inizio degli anni '20 del XXI secolo grazie alle campagne presidenziali di Donald Trump per le elezioni presidenziali del 2020 e del 2024.
A inizio 2020, nel pieno della corsa alle elezioni presidenziali tra Trump e il suo sfidante democratico Joe Biden dopo che il presidente repubblicano guarì dal Covid-19 la scelse per animare i suoi comizi per la rielezione; all'inizio venne vista come contraddittoria a causa dell'associazione della canzone tra la comunità LGBT e i gruppi conservatori tendenzialmente contrari alla base dell'elettorato di Trump. Secondo l'antropologo A. Jamie Saris dell'università di Maynooth in Irlanda la canzone potrebbe collegare l'epoca passata con il senso di nostalgia che accomuna gli elettori repubblicani alla memoria culturale degli Stati Uniti del secolo scorso.
La band dei Village People dapprima ha concesso l'uso a Trump della canzone ma nel giugno del 2020 il frontman Victor Willis ha chiesto a Trump di non utilizzarla, nonostante ciò lo staff della campagna di Trump ha continuato esponendo una licenza d'uso. Quando l'etichetta discografica ha chiesto a Willis se voleva annullare la licenza ha affermato: «Ho detto a mia moglie di dire loro di no perché a quel punto ho iniziato a notare che stavano succedendo cose molto buone man mano che [Trump] continuava a usare la canzone». Nel 2024 la canzone ha raggiunto la Top 15 della classifica di musica dance/elettronica di Bilboard a fine ottobre e grazie alla vittoria di Trump alle elezioni presidenziali del 2024 ha raggiunto il primo posto la settimana successiva delle elezioni.
Il 2 dicembre 2024 Willis ringrazia pubblicamente tramite un post su Facebook il presidente eletto Trump per aver scelto di utilizzare la canzone; ha aggiunto che la canzone "non è un inno gay" e che da gennaio 2025 comincerà a denunciare legalmente qualsiasi organo di stampa che alluderà o farà riferimento alla canzone come un inno gay.

## Tracce
Testi e musiche di Henri Belolo, Jacques Morali e Victor Willis.
1. YMCA – 3:30
2. The Women – 3:39

## Classifiche
| Classifica (1979) | Posizione massima |
| ----------------- | ----------------- |
| Austria           | 1                 |
| Belgio (Fiandre)  | 1                 |
| Francia           | 1                 |
| Germania          | 1                 |
| Norvegia          | 2                 |
| Nuova Zelanda     | 1                 |
| Paesi Bassi       | 1                 |
| Regno Unito       | 1                 |
| Stati Uniti       | 2                 |
| Sudafrica         | 3                 |
| Svezia            | 1                 |
| Svizzera          | 1                 |